# Johanneskapelle
Johanneskapellen bzw. Johanniskapellen sind Kapellen, die das Patrozinium eines der zahlreichen Heiligen namens Johannes tragen bzw. nach diesem benannt sind.

## Deutschland
- Johannes-Nepomuk-Kapelle (Arnsberg)
- Kapelle St. Johannes Baptist (Grub) bei Bad Kohlgrub
- Johanneskapelle (Bokel)
- Johanneskapelle (Nehden) in Brilon
- St.-Johannes-Kapelle (Davenstedt) in Hannover-Davenstedt
- Evangelische Johanneskapelle Ewersbach
- Johanneskapelle im Fuldaer Dom
- St.-Johannes-Kapelle (Heilbronn)
- Orthodoxe Johanneskapelle (Kevelaer)
- St.-Johannes-Kapelle (Limburg an der Lahn)
- Johanneskapelle (Maria Laach)
- Kapelle St. Johann Baptist (Marktschellenberg)
- Johanneskapelle im Meißner Dom
- St.-Johannes-Kapelle (Münster)
- Johanniskapelle (Quedlinburg)
- Johanneskapelle Naundorf-Zitzschewig in Radebeul
- St.-Johannis-Kapelle (Stadthagen)
- Johanneskapelle (Staufen)
- Johanneskapelle (Steeden) in Runkel, Hessen
- Johanneskapelle (Steingaden), Bayern
- Johanneskapelle beim Johannisfelsen in Usterling
- Johanneskapelle Sorsum in Wennigsen

## Italien
- Johanneskapelle am Kreuzgang in Brixen
- St. Johann (Villnöß) in Villnöß

## Österreich
- Johanniskapelle in Harmannstein in Niederösterreich, siehe Filialkirche Harmannstein
- Johanneskapelle (Hohenberg)
- Johanneskapelle (Pfons)
- Johanneskapelle (Pürgg)
- Johanneskapelle in Petronell
- Johanneskapelle im Schloss Mirabell in Salzburg
- Johanneskapelle in Neukettenhof bei Schwechat
- Johanneskapelle in der Pfarrkirche St. Stephan (Tulln)
- Johanneskapelle (Währinger Gürtel, Wien)

## Schweiz
- Johanneskapelle (Aristau)
- Johanneskapelle im Kloster Allerheiligen (Schweiz)
- St. Johanneskapelle (Hofstetten-Flüh)